# Эррера, Ирисберто
Ирисберто Эррера (исп. Irisberto Herrera; род. 7 декабря 1968) — кубинско-испанский шахматист, гроссмейстер (1999). Чемпион Кубы (1996). В составе сборной Кубы участник 32-й Олимпиады (1996) в Ереване.

## Биография
Ирисберто Эррера родился 7 декабря 1968 года в Лас-Тунасе. В 1986 году он выиграл Кубинский чемпионат, а в 1989 стал международным мастером. В 1996 году он стал чемпионом Кубы разделив первое место с Хулио Безеррой. В том же году он играл за кубинскую сборную на шахматной Олимпиаде. С 1999 года он стал гроссмейстером. Его рейтинг Elo составляет 2438 (по состоянию на октябрь 2015 года), но он считается неактивным в ФИДЕ, поскольку он не играл в рейтинговом матче Elo с 2012/13 Madrid Team Championship. В июле 1998 года он достиг рейтинга Elo 2487. В испанском командном чемпионате он играл в 2007 и 2008 годах для CA Reverté Albox.
Преподаёт шахматы в нескольких школах Мадрида с 2006 года и является организатором шахматных турниров.

## Таблица результатов
| Год  | Город  | Турнир         | + | − | = | Результат | Место |
| ---- | ------ | -------------- | - | - | - | --------- | ----- |
| 1996 | Ереван | 32-я олимпиада | 0 | 2 | 3 | 1½ из 5   |       |

## Изменения рейтинга
| Графики недоступны из-за технических проблем. См. информацию на Фабрикаторе и на mediawiki.org. |